# امیرآباد (اردبیل)
امیرآباد یک روستا در بخش مرکزی شهرستان اردبیل است که در دهستان غربی واقع شده‌است.امیرآباد ۳۸ نفر جمعیت دارد.